# Tilemann Hesshus
Tilemann Heshusius (1527–1588) (Tilemann Heßhusen) (Wesel, 3 de Novembro de 1527 – Helmstedt, 25 de Setembro de 1588) foi um teólogo luterano alemão e professor de teologia da Universidade de Helmstedt.